# 孽海记
《孽海记》為成型約明末的昆曲劇目，原係弋陽腔，可拆分為《思凡》、《下山》兩部折子戲，主要描写了小尼姑色空與小和尚本无對於真摯愛情的向往追求。《孽海记》最早可見於《缀白裘》一书，是清宫大戏劇目《劝善金科》其中一段。但原劇本現已失佚。而昆曲本身則應合并自明朝年間的南曲套數《尼姑下山》與北曲套數《僧家记》。因其在《思凡》演繹和身段方面的高難度與另一齣昆曲《夜奔》相當，故梨园行内有「女怕《思凡》，男怕《夜奔》」之說。

## 故事梗概
尼姑色空多病，自幼被父母送入仙桃庵寄活。色空不耐拜佛念经的寂寞生涯，私自逃出尼庵。全摺一人到底，旋律优美流畅，身段繁重，姿态多变。前半齣以唱腔细腻及思想转变的过程为主，后半齣则着重在身段功夫，涵盖了闺门旦及贴旦的领域，一般以贴旦应工，但须要有闺门旦的含蓄。碧桃寺的和尚本无，从小亦是被念经供佛的父母遁入空門。但是他仍然向往俗世。一日趁著庙中无人，便私逃下山。又在路上巧遇适由仙桃庵中逃出的小尼姑色空，二人互生爱慕之心，决定共结夫妻，同偕到老。

## 風格

### 評價
京劇名家梅蘭芳於其回憶錄對該戲評價道；“...严格地讲，这出戏也不能算是道地的昆曲。因为它的作曲和填谱都不完全符合昆曲的规律。只要把它那支《山坡羊》与昆曲里别的《山坡羊》曲子对比一下，就可以知道它们的异同了。所以叶堂编订的《纳书楹曲谱》，他就把《思凡》只收在外集的《时剧》类内，并不認爲它是昆曲的正宗。"

### 唱词
【风吹荷叶煞】
奴把袈裟扯破，埋了藏经，弃了木鱼，丢了铙钹。
学不得罗刹女去降魔，学不得南海水月观音座。
夜深沉，独自卧；起来时，独自坐。
有谁人孤凄似我？似这等削发缘何？
恨只恨说谎的僧和俗，哪里有天下园林树木佛？哪里有枝枝叶叶光明佛？
哪里有江湖两岸流沙佛？哪里有八万四千弥陀佛？
从今去把钟楼佛殿远离却，下山去寻一个年少哥哥，凭他打我骂我，说我笑我，一心不愿成佛，不念弥陀般若波罗！
——第一摺〈思凡〉

## 衍生作品
余笑予、余付今导演编剧、余笑予導演的現代黃梅戲《双下山》是根據《思凡》、《下山》兩部褶子戯改編而成。2008，中国戏曲学院出品水墨动画短片《双下山》，由艺术系于少非指导，周星创作完成。曾获中国国际动漫节"美猴奖"大赛的"导演新人奖"和"最佳形象设计奖"两个奖项。

## 大眾文化
陳凱歌執導的電影《霸王別姬》當中，主角曾在戲班中練習〈思凡〉一段時，屢次將「我本是女嬌娥，又不是男兒郎」一句錯唱為「我本是男兒郎，又不是女嬌娥」。